# Гаврилово (Лотошинский район)
Гаврилово — деревня в Лотошинском районе Московской области России. Входит (с 2019) в состав  городского округа Лотошино.

## География
Расположена примерно в 6 км к востоку от районного центра — посёлка городского типа Лотошино, на ответвлении автодороги Р107 Клин — Лотошино, на берегу озера Круглого — истока реки Озёрни, впадающей в Ламу.
Ближайшие населённые пункты — деревни Круглово, Новошино, Березняки, Чекчино и Бренево.

## История

### Адмимнистративно-территориальная принадлежность
До 1919 года входила в состав Ошейкинской волости Волоколамского уезда Московской губернии, затем была передана в Лотошинскую волость.
В 1925—1939 годах Гаврилово — центр Гавриловского сельсовета.
До реформы 2006 года относилась к Кировскому сельскому округу.
С 2006 по 2019 годы в составе Ошейкинского сельского поселения. После упразднения поселения и Лотошинского муниципального района с 26 мая 2019 года входит в  единое муниципальное образование — городской округ Лотошино

## Население
| 1852 | 1859 | 1926 | 2002 | 2006 | 2010 |
| ---- | ---- | ---- | ---- | ---- | ---- |
| 199  | ↘145 | ↗347 | ↘97  | ↗103 | ↘86  |

По сведениям 1859 года в деревне было 18 дворов, проживало 145 человек (66 мужчин и 79 женщин), по данным на 1890 год число душ деревни — 67, по материалам Всесоюзной переписи населения 1926 года проживало 347 человек (171 мужчина, 176 женщин), насчитывалось 62 хозяйства, располагался сельсовет.
По данным Всероссийской переписи 2010 года численность постоянного населения деревни составила 86 человек (41 мужчина, 45 женщины).

## Инфраструктура
Личное подсобное хозяйство.

## Транспорт
Автодороги.